# Born In Babylon
Born in Babylon es el tercer álbum completo de la banda de reggae, Soldiers of Jah Army (SOJA). Fue realizado el 25 de agosto de 2009, exclusivo en iTunes.

## Canciones
1. "Born in Babylon" – 4:36.
2. "Losing My Mind" – 5:36.
3. "Used to Matter" – 4:19.
4. "Bleed Through" (ft. Black Boo of Mambo Sauce) (Alfred Duncan, Hemphill) – 6:30.
5. "You and Me" (ft. Chris Boomer) – 5:10.
6. "Don't Forget" – 3:00.
7. "Decide You're Gone" – 4:32.
8. "I Don't Wanna Wait " – 5:57.
9. "I Tried" (ft. Gentleman and Tamika) (Gentleman, Hemphill) – 4:54.
10. "Never Ever" – 3:34.
11. "Summer Breeze" (Hemphill, Bobby Lee) – 5.09.
12. "Waking Up" – 6.08
13. "Thunderstorms" – 7:01
14. "Here I Am" (ft. Marley, Rory, and Eric of Rebelution) – 4:48
15. "Rest of My Life (Bonus track)" - 5:16.